# Wushu (término)

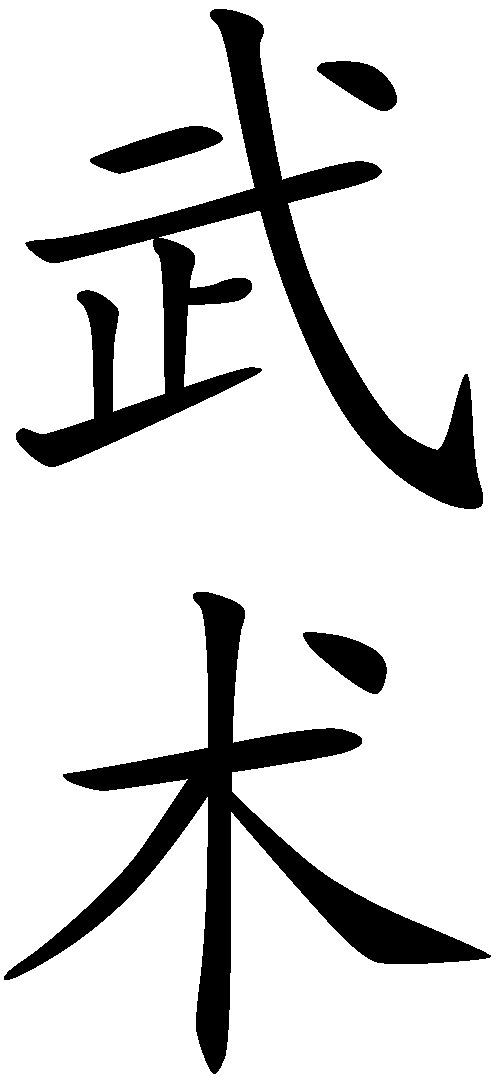
Wǔshù, en Chino simplificado.

Wushu (Chino simplificado: 武术; Chino tradicional: 武術; Pinyin: wǔshù) significa literalmente "arte marcial". Es un término más preciso que kung fu, de uso muy extendido, que puede significar tanto arte marcial como "habilidad": un artesano debe poseer un buen "kung fu" para ejercer su oficio; del mismo modo, de un practicante de wushu se dice que tiene buen "kung fu" en su práctica de wushu. En un sentido amplio, la palabra wushu se puede referir a cualquier arte marcial del mundo, aunque en la práctica se refiere al deporte moderno denominado "wushu", también conocido como "wushu moderno" o "wushu contemporáneo", o bien a los varios estilos de artes marciales de China.

## Traducción
La palabra wushu está formada por dos Caracteres chinos. 武 (wǔ), que significa marcial o militar, y 術 (shù), que se traduce como arte, habilidad o método. Combinados, 武術 "wǔshù" o "arte marcial".